# Olivetti Mercator 5000
La Olivetti Mercator 5000 fu una macchina contabile Olivetti prodotta dal 1960, dotata di un gruppo di moltiplicazione elettronico che, a differenza dei sistemi predecessori, permetteva di svolgere anche la moltiplicazione, progettato dal gruppo elettronico di Borgolombardo. Il sistema poteva essere dotato di perforatore di nastro perforato per comunicare con i grandi calcolatori.
La parte elettronica era dotata di memoria magnetostrittiva e di un proprio totalizzatore.